# Timoci Silatolu
Timoci Qiolevu Silatolu é um ex-político das Fiji.
Como candidato do Partido da Associação Fijiana, Silatolu foi eleito para representar a circunscrição eleitoral comunitária de Rewa na Câmara dos Representantes na eleição geral de 1999. Embora seu partido fizesse parte do governo de Coalizão do Povo que foi posteriormente formado, Silatolu não foi nomeado ao Gabinete.
Em 19 de maio de 2000, durante o golpe de Estado de 2000, foi nomeado primeiro-ministro interino das Fiji pelos líderes golpistas.
Silatolu disputou a eleição geral realizada para restaurar a democracia em setembro de 2001 como candidato da Aliança Conservadora - Matanitu Vanua, composta principalmente por simpatizantes de George Speight, mas perdeu seu assento Teimumu Kepa do partido Soqosoqo Duavata ni Lewenivanua.
Foi condenado por envolvimento no golpe de Estado de 2000 e foi sentenciado à prisão. Em um determinado momento, enfrentou uma sentença de morte.